# قبة ومعبد النار فراشبند
قبة ومعبد النار فراشبند (بالفارسية: گنبد آتشکده فراشبند) هو قبة ومعبد نار تاريخي يعود إلى الإمبراطورية الفرثية والساسانية، ويقع في فراشبند.